# منى دينتون
منى دينتون (بالإنجليزية: Mona Denton)‏ هي لاعب كرة قاعدة أمريكية، ولدت في 1922، وتوفيت في 2 سبتمبر 1995 في دنفر في الولايات المتحدة.